# Картер, Эмили
Эмили Картер (Emily Ann Carter; род. 28 ноября 1960, Лос-Гатос, Калифорния) — американский учёный и инженер, физикохимик, специалист в областях химии, физики, прикладной математики и инженерии, занимается энергетическими технологиями.
Член Национальных Академии наук (2008) и Инженерной академии (2016) США.
Декан (с 2016) Принстонского университета, профессором которого состоит с 2004 года, перед чем 16 лет преподавала в Калифорнийском университете в Лос-Анджелесе.

## Биография
Окончила с отличием Калифорнийский университет в Беркли (бакалавр химии, 1982), принята в Phi Beta Kappa. В 1987 году получила степень доктора философии по физической химии в Калтехе. В 1987-1988 годах постдок в Колорадском университете в Боулдере. С 1988 года ассистент-, с 1992 года ассоциированный, с 1994 по 2004 год профессор Калифорнийского университета в Лос-Анджелесе (UCLA). В 1996 году приглашённый именной исследовательский фелло в оксфордском коллдже Крайст-черч. В 1999 году приглашённый учёный Гарварда. В 2000—2004 годах на директорской позиции от UCLA в California NanoSystems Institute. В 2001 году приглашённый ассоциат Калтеха. С 2004 года профессор Принстона. Ныне декан школы инженерии и прикладных наук (с 2016) и именной профессор (Gerhard R. Andlinger Professor in Energy and the Environment), а также профессор кафедры механической и аэрокосмической инженерии и программы прикладной и вычислительной математики Принстонского университета и ассоциат его иных подразделений; в 2010—2016 годах директор-основатель Andlinger Center этого университета. В 2014 году приглашённый именной профессор химии Кембриджа. Прочла более полутысячи приглашённых лекций по всему миру.
Фелло Национальной академии изобретателей США (2014), Американского химического общества (2012), Американской академии искусств и наук (2008), Института физики (2004), Американской ассоциации содействия развитию науки (2000), Американского физического общества (1998), Американского вакуумного общества (1995). Член International Academy of Quantum Molecular Science (2009).
Автор более 380 научных работ, её h-индекс > 50.
Трое детей.

## Награды и отличия
- Presidential Young Investigator Award[англ.] (1988)
- Union Carbide Innovation Recognition Award (1989, 1990)
- Undergraduate Teaching Award, UCLA (1989)
- Camille and Henry Dreyfus Teacher‐Scholar Award (1992)
- Стипендия Слоуна (1993)
- Glenn T. Seaborg Research Award, UCLA (1993)
- Медаль International Academy of Quantum Molecular Science[англ.] (1993)
- Herbert Newby McCoy Research Award, UCLA (1993)
- Peter Mark Memorial award[англ.] (1995)
- Hanson‐Dow Award for Excellence in Teaching, UCLA (1998)
- Dean’s Recognition Award for Research, UCLA (2002)
- ACS Award for Computers in Chemical and Pharmaceutical Research[нем.] (2007)
- Почётный доктор EPFL (2012)
- Sigillo D’Oro (Golden Sigillum) Medal, Италия (2013)
- Women in STEM Award for Outstanding Research Scholarship Принстона (2014)
- Ira Remsen Award (2014)
- Joseph O. Hirschfelder Prize[нем.] (2015)[12]
- Irving Langmuir Award[англ.] (2017)
- Outstanding Referee, Physical Review journals (2017)
- American Chemical Society Award in Theoretical Chemistry[нем.] (2018)[9]
- Медаль Джона Скотта (2019)